# Список глав Азербайджана
Список глав Азербайджана включает лиц, возглавлявших Азербайджан независимо от наименования должности, включая глав суверенной Азербайджанской Демократической Республики, Азербайджанской ССР в составе союзной республики СССР, союзной республики и вновь независимого государства.
В настоящее время государство возглавляет Президент Азербайджанской Республики (азерб. Azərbaycan Respublikasının Prezidenti). В действующей Конституции исполнительной власти, которая «принадлежит Президенту Азербайджанской Республики», посвящена глава VI. Согласно внесённым в сентябре 2016 года изменениям в неё, начиная с состоявшихся в апреле 2018 года выборов, президент избирается тайным всеобщим голосованием на 7 лет. Если в первом туре голосования ни один кандидат не получил необходимые для избрания голоса более половины избирателей, проводится повторное голосование по двум набравшим наибольшее число голосов кандидатам, в котором для избрания достаточно простого большинства полученных голосов. В случае его временной нетрудоспособности обязанности президента исполняет первый вице-президент Азербайджана.
Использованная в первом столбце таблиц нумерация является условной; также условным является использование в первом столбце цветовой заливки, служащей для упрощения восприятия принадлежности лиц к различным политическим силам без необходимости обращения к столбцу, отражающему партийную принадлежность. Наряду с партийной принадлежностью, в столбце «Партия» также отражён беспартийный статус персоналий. В столбце «Выборы» отражены состоявшиеся выборные процедуры или иные основания получения полномочий. Для удобства список разделён на принятые в историографии периоды истории страны. Приведённые в преамбулах к каждому из разделов описания этих периодов призваны пояснить особенности её политической жизни.
В XX веке азербайджанская письменность существенно реформировалась более 10 раз, четырежды меняя графическую основу официально используемого алфавита (арабскую до 1929 года, латинскую до 1939 года, кириллическую до 1992 года, и вновь латинскую, переход на которую был завершён в 2001 году), что отражало как потребности носителей языка, так и политическую конъюнктуру. По возможности, азербайджанские имена и наименования государственных должностей и самого государства, приведены в списке с учётом использовавшейся в соответствующий период письменности.

## Азербайджанская Демократическая Республика (1918—1920)
15 (28) ноября 1917 года на совещании представителей политических сил региона был создан Закавказский комиссариат — временное коалиционное правительство в Закавказье, являвшееся на тот момент высшим органом власти в регионе. 10 (23) февраля 1918 года из депутатов, избранных во Всероссийское Учредительное собрание от Закавказья, комиссариат созвал парламент — Закавказский сейм. 13 (26) марта сейм упразднил комиссариат и сформировал Закавказское правительство, 9 (22) апреля провозгласил Закавказье независимой Закавказской Демократической Федеративной Республикой (ЗДФР). В ходе Батумской мирной конференции, проходившей 11—26 мая 1918 года, возникли разногласия между представителями закавказской делегации: грузинские меньшевики достигли двухсторонней договорённости с Германией, а мусаватисты — с Турцией, что предрешило распад ЗДФР. 26 мая Закавказский сейм, признав факт распада федерации, объявил о самороспуске. 27 мая члены мусульманской фракции сейма решили создать Временный Национальный Совет под председательством Мамеда Эмина Расулзаде. 28 мая азербайджанский Нацсовет в Тифлисе (ныне Тбилиси) принял Декларацию независимости (азерб. ایستیقلال عقدنامه‌سی), тем самым провозгласив независимой Азербайджанскую Демократическую Республику (азерб. آذربایجان خالق جمهوریتی). До прибытия национального правительства в Елизаветполь (ныне Гянджа) 16 июня 1918 года контроль заявленной государственной территории не осуществлялся.
В июне 1918 года между Азербайджаном и Турцией был заключён договор, по которому в распоряжение последней переходили бакинские нефтяные промыслы, суда Каспийской флотилии и железная дорога в обмен на военную помощь в борьбе с большевиками. В июле турецко-азербайджанское вооружённое формирование «Кавказская исламская армия» начало наступление против Бакинской коммуны и к сентябрю ему удалось вытеснить своих политических противников (после упразднения коммуны, Диктатуру Центрокаспия) из Баку и перенести туда столицу Азербайджана. После окончания Первой мировой войны и вывода турецких войск 16 ноября между азербайджанским правительством и британским военным командованием в Энзели (ныне Бендер-Энзели) было подписано соглашение, по которому последнему переходили бакинские нефтепромыслы; британские войска заняли Азербайджан, однако уже осенью 1919 года закончилась их эвакуация. В январе 1920 года Верховный совет Антанты де-факто признал независимость Азербайджана, что отказывалось делать правительство РСФСР. В апреле большевистские подпольные организации подняли восстание и вместе с частями Красной Армии заняли Баку, где 28 апреля был сформирован Временный Революционный комитет Азербайджана (Азревком), который в тот же день провозгласил Азербайджанскую Социалистическую Советскую Республику.
Курсивом и серым цветом выделены даты начала и окончания полномочий лиц, временно замещавших Алимардан-бека Топчибашева, после его отъезда с дипломатической миссией.
|          | Портрет         | Имя (годы жизни) | Полномочия            | Полномочия            | Партия                                                    | Наименование должности                                                               | Пр.           |
| Начало   | Портрет         | Имя (годы жизни) | Окончание             |                       | Партия                                                    | Наименование должности                                                               | Пр.           |
| -------- | --------------- | --- | --------------------- | --------------------- | --------------------------------------------------------- | ------------------------------------------------------------------------------------ | ------------- |
| 1 (I)    |                 | Мамед Эмин Ахунд Гаджи Молла Алекбер оглы Расулзаде (1884—1955) азерб. محمدامین آخوند حاجی ملا الاکبر اوغلو رسول زاده | 28 мая 1918           | 17 июня 1918          | Тюркская демократическая партия федералистов-мусаватистов | Председатель Азербайджанского Национального совета азерб. آذربایجان شوراى میلسی رئيس | [ 15 ] [ 16 ] |
| —        |                 | Фатали Хан Искендер оглы Хойский (1875—1920) азерб. فتحعلی خان ایسگندر اوغلو خویسکی                                   | 17 июня 1918          | 16 ноября 1918        | беспартийный                                              | Председатель Кабинета азерб. هیئت وكلا رئيس                                          | [ 17 ] [ 18 ] |
| 1 (II)   |                 | Мамед Эмин Ахунд Гаджи Молла Алекбер оглы Расулзаде (1884—1955) азерб. محمدامین آخوند حاجی ملا الاکبر اوغلو رسول زاده | 16 ноября 1918        | 7 декабря 1918        | Тюркская демократическая партия федералистов-мусаватистов | Председатель Азербайджанского Национального совета азерб. آذربایجان شوراى میلسی رئيس | [ 15 ] [ 16 ] |
| 2 (I—II) |                 | Алимардан-бек Алекбер оглы Топчибашев (1863—1934) азерб. علیمردان بك علی‌اکبر اوغلو توپچوباشف                          | 7 декабря 1918        | 29 декабря 1919       | Тюркская демократическая партия федералистов-мусаватистов | Председатель Парламента азерб. مجلس مبعوثان رئيس                                     | [ 19 ] [ 20 ] |
| 2 (I—II) | 29 декабря 1919 | Алимардан-бек Алекбер оглы Топчибашев (1863—1934) азерб. علیمردان بك علی‌اکبر اوغلو توپچوباشف                          | 27 апреля 1920        |                       | Тюркская демократическая партия федералистов-мусаватистов | Председатель Парламента азерб. مجلس مبعوثان رئيس                                     | [ 19 ] [ 20 ] |
| и. о.    |                 | Гасан-бек Мешади Гусейн оглы Агаев (1875—1920) азерб. حسن بیگ مشهدی حسین اوغلو آقایف                                  | 7 декабря 1918        | 22 января 1920        | Тюркская демократическая партия федералистов-мусаватистов | Вице-председатель Парламента азерб. مجلس مبعوثان رئيس معاون                          | [ 19 ] [ 21 ] |
| и. о.    |                 | Мамедрза ага Мансур ага оглы Векилов (1864—1944) азерб. ممدرزا آقا منصور آقا اوغلو وکیلوف                             | 2 февраля 1920 (часы) | 2 февраля 1920 (часы) | Тюркская демократическая партия федералистов-мусаватистов | Вице-председатель Парламента азерб. مجلس مبعوثان رئيس معاون                          | [ 22 ] [ 23 ] |
| и. о.    |                 | Мамед-Юсиф Гаджибаба оглы Джафаров (1885—1938) азерб. ممد یوسف حاجیبابا اوغلو جعفروف                                  | 2 февраля 1920        | 27 апреля 1920        | Тюркская демократическая партия федералистов-мусаватистов | Вице-председатель Парламента азерб. مجلس مبعوثان رئيس معاون                          | [ 24 ] [ 25 ] |

## Азербайджанская ССР (1920—1936) в составе ЗСФСР
В апреле 1920 года большевистские подпольные организации подняли восстание и вместе с частями Красной Армии заняли Баку, где 28 апреля был сформирован Временный Революционный комитет Азербайджана (Азревком), который в тот же день провозгласил Азербайджанскую Социалистическую Советскую Республику (азерб. آذربایجان سوسیالیست شورا جمهوریتی). На I Всеазербайджанском съезде Советов, проходившем 6—19 мая 1921 года, была принята Конституция Азербайджанской ССР и избран Центральный исполнительный комитет (ЦИК), который сформировал Совет народных комиссаров — правительство Азербайджана. 13 октября между правительствами закавказских республик и Турции был подписан Карсский договор, по которому Нахичеванская область преобразовывалась в автономную республику «под покровительством» Азербайджана.
12 марта 1922 года Азербайджан подписал с советскими Арменией и Грузией договор о создании Федеративного Союза Социалистических Советских Республик Закавказья, который 13 декабря был преобразован в Закавказскую Социалистическую Федеративную Советскую Республику (ЗСФСР). 30 декабря Азербайджан в составе ЗСФСР вошёл в СССР. В июле 1923 года в состав Азербайджана вошёл Нагорный Карабах, преобразованный в автономную область, а в феврале 1924 года — Нахичевань в качестве автономной республики. 5 декабря 1936 года на чрезвычайном VIII Всесоюзном съезде Советов была принята новая Конституция СССР, в которой были отражены упразднение ЗСФСР, новое название Азербайджана (Азербайджанская Советская Социалистическая Республика) и его вхождение в состав СССР на правах союзной республики.
Курсивом и серым цветом выделены даты начала и окончания полномочий Мирзы Давуда Гусейнова, временно замещавшего Наримана Нариманова до его прибытия в Баку.
|          | Портрет         | Имя (годы жизни)                                                                        | Полномочия       | Полномочия      | Партия                                             | Наименование должности | Пр.           |
| Начало   | Портрет         | Имя (годы жизни)                                                                        | Окончание        |                 | Партия                                             | Наименование должности | Пр.           |
| -------- | --------------- | --------------------------------------------------------------------------------------- | ---------------- | --------------- | -------------------------------------------------- | --- | ------------- |
| и. о.    |                 | Мирза Давуд Багир оглы Гусейнов (1894—1938) азерб. میرزا داود باگیر اوغلو حسیناف        | 28 апреля 1920   | 16 мая 1920     | Коммунистическая партия (большевиков) Азербайджана | Заместитель Председателя Временного Революционного комитета азерб. نائب رئيس اللجنة الثورية المؤقتة                                                         | [ 30 ] [ 31 ] |
| 3        |                 | Нариман Наджаф оглы Нариманов (1870—1925) азерб. نریمان نجف اوغلو نریمانوف              | 28 апреля 1920   | 21 мая 1921     | Коммунистическая партия (большевиков) Азербайджана | Председатель Временного Революционного комитета азерб. رئيس اللجنة الثورية المؤقتة                                                                          | [ 32 ] [ 33 ] |
| 4        |                 | Мухтар Гаджи оглы Гаджиев (1876—1938) азерб. مختار حاجی اوغلو حاجیاف                    | 21 мая 1921      | 7 мая 1922      | Коммунистическая партия (большевиков) Азербайджана | Председатель Азербайджанского Центрального исполнительного комитета азерб. آذربایجان مرکزی اجرایٔه قومیتسی صدری / Azərbajçan Mərkəzi Içraijjə Qomitəsi sədri | [ 34 ] [ 35 ] |
| 5 (I—V)  |                 | Самед Ага Агамали оглы Алиев (1867—1930) азерб. صمد آقا آقاعلی اوغلو علیاف              | 7 мая 1922       | 2 декабря 1923  | Коммунистическая партия (большевиков) Азербайджана | Председатель Азербайджанского Центрального исполнительного комитета азерб. آذربایجان مرکزی اجرایٔه قومیتسی صدری / Azərbajçan Mərkəzi Içraijjə Qomitəsi sədri | [ 36 ] [ 37 ] |
| 5 (I—V)  | 2 декабря 1923  | Самед Ага Агамали оглы Алиев (1867—1930) азерб. صمد آقا آقاعلی اوغلو علیاف              | 16 марта 1925    |                 | Коммунистическая партия (большевиков) Азербайджана | Председатель Азербайджанского Центрального исполнительного комитета азерб. آذربایجان مرکزی اجرایٔه قومیتسی صدری / Azərbajçan Mərkəzi Içraijjə Qomitəsi sədri | [ 36 ] [ 37 ] |
| 5 (I—V)  | 16 марта 1925   | Самед Ага Агамали оглы Алиев (1867—1930) азерб. صمد آقا آقاعلی اوغلو علیاف              | 28 марта 1927    |                 | Коммунистическая партия (большевиков) Азербайджана | Председатель Азербайджанского Центрального исполнительного комитета азерб. آذربایجان مرکزی اجرایٔه قومیتسی صدری / Azərbajçan Mərkəzi Içraijjə Qomitəsi sədri | [ 36 ] [ 37 ] |
| 5 (I—V)  | 28 марта 1927   | Самед Ага Агамали оглы Алиев (1867—1930) азерб. صمد آقا آقاعلی اوغلو علیاف              | 9 апреля 1929    |                 | Коммунистическая партия (большевиков) Азербайджана | Председатель Азербайджанского Центрального исполнительного комитета азерб. آذربایجان مرکزی اجرایٔه قومیتسی صدری / Azərbajçan Mərkəzi Içraijjə Qomitəsi sədri | [ 36 ] [ 37 ] |
| 5 (I—V)  | 9 апреля 1929   | Самед Ага Агамали оглы Алиев (1867—1930) азерб. صمد آقا آقاعلی اوغلو علیاف              | 18 сентября 1929 |                 | Коммунистическая партия (большевиков) Азербайджана | Председатель Азербайджанского Центрального исполнительного комитета азерб. آذربایجان مرکزی اجرایٔه قومیتسی صدری / Azərbajçan Mərkəzi Içraijjə Qomitəsi sədri | [ 36 ] [ 37 ] |
| и. о.    |                 | Султан Меджид Меджид оглы Эфендиев (1887—1938) азерб. Sultan Məcid Məcid oğlu Əfəndiyev | 18 сентября 1929 | 14 марта 1930   | Коммунистическая партия (большевиков) Азербайджана | Заместитель Председателя Азербайджанского Центрального исполнительного комитета азерб. Azərbajçan Mərkəzi Içraijjə Qomitəsi sədri əvəzi                     | [ 38 ] [ 39 ] |
| 6 (I—II) |                 | Газанфар Махмуд оглы Мусабеков (1888—1938) азерб. Qəzənfər Mahmud oğlu Musabəyov        | 14 марта 1930    | 16 февраля 1931 | Коммунистическая партия (большевиков) Азербайджана | Председатель Азербайджанского Центрального исполнительного комитета азерб. Azərbajçan Mərkəzi Içraijjə Qomitəsi sədri                                       | [ 40 ] [ 41 ] |
| 6 (I—II) | 16 февраля 1931 | Газанфар Махмуд оглы Мусабеков (1888—1938) азерб. Qəzənfər Mahmud oğlu Musabəyov        | 13 декабря 1931  |                 | Коммунистическая партия (большевиков) Азербайджана | Председатель Азербайджанского Центрального исполнительного комитета азерб. Azərbajçan Mərkəzi Içraijjə Qomitəsi sədri                                       | [ 40 ] [ 41 ] |
| 7 (I—II) |                 | Султан Меджид Меджид оглы Эфендиев (1887—1938) азерб. Sultan Məcid Məcid oğlu Əfəndiyev | 13 декабря 1931  | 11 января 1935  | Коммунистическая партия (большевиков) Азербайджана | Председатель Азербайджанского Центрального исполнительного комитета азерб. Azərbajçan Mərkəzi Içraijjə Qomitəsi sədri                                       | [ 38 ] [ 39 ] |
| 7 (I—II) | 11 января 1935  | Султан Меджид Меджид оглы Эфендиев (1887—1938) азерб. Sultan Məcid Məcid oğlu Əfəndiyev | 5 декабря 1936   |                 | Коммунистическая партия (большевиков) Азербайджана | Председатель Азербайджанского Центрального исполнительного комитета азерб. Azərbajçan Mərkəzi Içraijjə Qomitəsi sədri                                       | [ 38 ] [ 39 ] |

## Азербайджанская ССР (1936—1991) в составе СССР
5 декабря 1936 года на чрезвычайном VIII Всесоюзном съезде Советов была принята новая Конституция СССР, в которой, кроме прочего, было отражено новое название Азербайджана, как союзной республики СССР, — Азербайджанская Советская Социалистическая Республика (азерб. Azәrbaycan Sovet Sosialist Respublikası). В марте 1937 года на IX Всеазербайджанском съезде Советов была принята новая азербайджанская конституция, согласно которой высшим органом законодательной власти в Азербайджане стал Верховный Совет, избираемый на 4 года; высшим государственным стал пост председателя Президиума Верховного Совета Азербайджанской Советской Социалистической Республики.
В 1988 году начался азербайджано-армянский конфликт вокруг Нагорного Карабаха на фоне резкого подъёма национальных движений в республике. В мае 1990 года Аяз Муталибов был избран Верховным Советом на пост президента АзССР. 5 февраля 1991 года Верховный Совет изменил название страны на «Азербайджанскую Республику». После августовских событий в Москве 30 августа Верховный Совет Азербайджана принял декларацию «О восстановлении государственной независимости Азербайджанской Республики».
|            | Портрет        | Имя (годы жизни)                                                                        | Полномочия      | Полномочия | Партия                                             | Наименование должности | Пр.           |
| Начало     | Портрет        | Имя (годы жизни)                                                                        | Окончание       | | Партия                                             | Наименование должности | Пр.           |
| ---------- | -------------- | --------------------------------------------------------------------------------------- | --------------- | --- | -------------------------------------------------- | --- | ------------- |
| (7)        |                | Султан Меджид Меджид оглы Эфендиев (1887—1938) азерб. Sultan Məcid Məcid oğlu Əfəndiyev | 5 декабря 1936  | 10 июня 1937 | Коммунистическая партия (большевиков) Азербайджана | Председатель Азербайджанского Центрального исполнительного комитета азерб. Azərbaycan Mərkəzi İcraiyyə Komitəsi sədri | [ 38 ] [ 39 ] |
| и. о.      |                | Мир Башир Фаттах оглы Касумов (1879—1949) азерб. Мир Бәшир Фәттаһ оғлу Гасымов          | 10 июня 1937    | 18 июля 1938 | Коммунистическая партия (большевиков) Азербайджана | Исполняющий обязанности Председателя Азербайджанского Центрального исполнительного комитета | [ 43 ] [ 44 ] |
| 8 (I—II)   | 21 июля 1938   | Мир Башир Фаттах оглы Касумов (1879—1949) азерб. Мир Бәшир Фәттаһ оғлу Гасымов          | 24 марта 1947   | Председатель Президиума Верховного Совета Азербайджанской Советской Социалистической Республики азерб. Azərbajcan Sovet Sosialist Respublikasi Baş Soveti Prezidiumunun Sədri / Азәрбайҹан Совет Социалист Республикасы Баш Совети Президиумунун Сәдри / Азәрбайҹан Совет Социалист Республикасы Али Совети Рәясәт Һейʼәтинин Сәдри / Азәрбайҹан Совет Сосялист Республикасы Али Совети Рәясәт Һейʼәтинин Сәдри | Коммунистическая партия (большевиков) Азербайджана | | [ 43 ] [ 44 ] |
| 8 (I—II)   | 24 марта 1947  | Мир Башир Фаттах оглы Касумов (1879—1949) азерб. Мир Бәшир Фәттаһ оғлу Гасымов          | 23 апреля 1949  | Председатель Президиума Верховного Совета Азербайджанской Советской Социалистической Республики азерб. Azərbajcan Sovet Sosialist Respublikasi Baş Soveti Prezidiumunun Sədri / Азәрбайҹан Совет Социалист Республикасы Баш Совети Президиумунун Сәдри / Азәрбайҹан Совет Социалист Республикасы Али Совети Рәясәт Һейʼәтинин Сәдри / Азәрбайҹан Совет Сосялист Республикасы Али Совети Рәясәт Һейʼәтинин Сәдри | Коммунистическая партия (большевиков) Азербайджана | | [ 43 ] [ 44 ] |
| и. о.      |                | Джебраил Ибрагим оглы Мамедов (1910—1976) азерб. Ҹəбраjыл Ибраһим оғлу Мəммəдов         | 23 апреля 1949  | 18 мая 1949 | Коммунистическая партия (большевиков) Азербайджана | Заместитель Председателя Президиума Верховного Совета Азербайджанской Советской Социалистической Республики азерб. Азәрбайҹан Совет Сосялист Республикасы Али Совети Рәясәт Һейʼәти Сәдринин мүавини                                                           | [ 45 ] [ 46 ] |
| и. о.      |                | Егише Семёнович Акопов (1902—?) арм. Եղիշհ Սեմյոնովիչ Ակոպով                            | 23 апреля 1949  | 18 мая 1949 | Коммунистическая партия (большевиков) Азербайджана | Заместитель Председателя Президиума Верховного Совета Азербайджанской Советской Социалистической Республики азерб. Азәрбайҹан Совет Сосялист Республикасы Али Совети Рәясәт Һейʼәти Сәдринин мүавини                                                           | [ 45 ] [ 47 ] |
| 9 (I—II)   |                | Назар Гейдар оглы Гейдаров (1896—1968) азерб. Нəзəр Һеjдəр оғлу Һеjдəров                | 18 мая 1949     | 28 марта 1951 | Коммунистическая партия (большевиков) Азербайджана | Председатель Президиума Верховного Совета Азербайджанской Советской Социалистической Республики азерб. Азәрбайҹан Совет Сосялист Республикасы Али Совети Рәясәт Һейʼәтинин Сәдри / Азәрбајҹан Совет Сосиалист Республикасы Али Совети Рәјасәт Һејʼәтинин Сәдри | [ 48 ] [ 49 ] |
| 9 (I—II)   | 28 марта 1951  | Назар Гейдар оглы Гейдаров (1896—1968) азерб. Нəзəр Һеjдəр оғлу Һеjдəров                | 9 марта 1954    | | Коммунистическая партия (большевиков) Азербайджана | Председатель Президиума Верховного Совета Азербайджанской Советской Социалистической Республики азерб. Азәрбайҹан Совет Сосялист Республикасы Али Совети Рәясәт Һейʼәтинин Сәдри / Азәрбајҹан Совет Сосиалист Республикасы Али Совети Рәјасәт Һејʼәтинин Сәдри | [ 48 ] [ 49 ] |
| 10 (I—II)  |                | Мирза Аждар оглы Ибрагимов (1911—1993) азерб. Мирзə Әждəр оғлу Ибраһимов                | 9 марта 1954    | 26 марта 1955 | Коммунистическая партия Азербайджана               | Председатель Президиума Верховного Совета Азербайджанской Советской Социалистической Республики азерб. Азәрбайҹан Совет Сосялист Республикасы Али Совети Рәясәт Һейʼәтинин Сәдри / Азәрбајҹан Совет Сосиалист Республикасы Али Совети Рәјасәт Һејʼәтинин Сәдри | [ 50 ] [ 51 ] |
| 10 (I—II)  | 26 марта 1955  | Мирза Аждар оглы Ибрагимов (1911—1993) азерб. Мирзə Әждəр оғлу Ибраһимов                | 23 января 1958  | | Коммунистическая партия Азербайджана               | Председатель Президиума Верховного Совета Азербайджанской Советской Социалистической Республики азерб. Азәрбайҹан Совет Сосялист Республикасы Али Совети Рәясәт Һейʼәтинин Сәдри / Азәрбајҹан Совет Сосиалист Республикасы Али Совети Рәјасәт Һејʼәтинин Сәдри | [ 50 ] [ 51 ] |
| 11 (I—II)  |                | Ильяс Керим оглы Абдуллаев (1913—1985) азерб. Илјас Кəрим оғлу Абдуллајев               | 23 января 1958  | 26 марта 1959 | Коммунистическая партия Азербайджана               | Председатель Президиума Верховного Совета Азербайджанской Советской Социалистической Республики азерб. Азәрбайҹан Совет Сосялист Республикасы Али Совети Рәясәт Һейʼәтинин Сәдри / Азәрбајҹан Совет Сосиалист Республикасы Али Совети Рәјасәт Һејʼәтинин Сәдри | [ 52 ] [ 53 ] |
| 11 (I—II)  | 26 марта 1959  | Ильяс Керим оглы Абдуллаев (1913—1985) азерб. Илјас Кəрим оғлу Абдуллајев               | 26 ноября 1959  | | Коммунистическая партия Азербайджана               | Председатель Президиума Верховного Совета Азербайджанской Советской Социалистической Республики азерб. Азәрбайҹан Совет Сосялист Республикасы Али Совети Рәясәт Һейʼәтинин Сәдри / Азәрбајҹан Совет Сосиалист Республикасы Али Совети Рәјасәт Һејʼәтинин Сәдри | [ 52 ] [ 53 ] |
| 12         |                | Сафтар Мамед оглы Джафаров (1900—1961) азерб. Сəфтəр Мəммəд оғлу Ҹəфəров                | 26 ноября 1959  | 16 ноября 1961 | Коммунистическая партия Азербайджана               | Председатель Президиума Верховного Совета Азербайджанской Советской Социалистической Республики азерб. Азәрбайҹан Совет Сосялист Республикасы Али Совети Рәясәт Һейʼәтинин Сәдри / Азәрбајҹан Совет Сосиалист Республикасы Али Совети Рәјасәт Һејʼәтинин Сәдри | [ 54 ] [ 55 ] |
| и. о.      |                | Гусейн Курбан оглы Мамедов (1900—1970) азерб. Һүсејн Гурбан оғлу Мəммəдов               | 16 ноября 1961  | 29 декабря 1961 | Коммунистическая партия Азербайджана               | Заместитель Председателя Президиума Верховного Совета Азербайджанской Советской Социалистической Республики азерб. Азәрбајҹан Совет Сосиалист Республикасы Али Совети Рәјасәт Һејʼәти Сәдринин мүавини                                                         | [ 45 ] [ 56 ] |
| и. о.      |                | Рубен Тевосович Шахраманян (1914—?) арм. Ռուբեն Թևոսի Շահրամանյան                       | 16 ноября 1961  | 29 декабря 1961 | Коммунистическая партия Азербайджана               | Заместитель Председателя Президиума Верховного Совета Азербайджанской Советской Социалистической Республики азерб. Азәрбајҹан Совет Сосиалист Республикасы Али Совети Рәјасәт Һејʼәти Сәдринин мүавини                                                         | [ 45 ] [ 57 ] |
| 13 (I—III) |                | Мамед Абдул оглы Искендеров (1915—1985) азерб. Мəммəд Абдул оғлу Исҝəндəров             | 29 декабря 1961 | 30 марта 1963 | Коммунистическая партия Азербайджана               | Председатель Президиума Верховного Совета Азербайджанской Советской Социалистической Республики азерб. Азәрбајҹан Совет Сосиалист Республикасы Али Совети Рәјасәт Һејʼәтинин Сәдри                                                                             | [ 58 ] [ 59 ] |
| 13 (I—III) | 30 марта 1963  | Мамед Абдул оглы Искендеров (1915—1985) азерб. Мəммəд Абдул оғлу Исҝəндəров             | 6 апреля 1967   | | Коммунистическая партия Азербайджана               | Председатель Президиума Верховного Совета Азербайджанской Советской Социалистической Республики азерб. Азәрбајҹан Совет Сосиалист Республикасы Али Совети Рәјасәт Һејʼәтинин Сәдри                                                                             | [ 58 ] [ 59 ] |
| 13 (I—III) | 6 апреля 1967  | Мамед Абдул оглы Искендеров (1915—1985) азерб. Мəммəд Абдул оғлу Исҝəндəров             | 25 декабря 1969 | | Коммунистическая партия Азербайджана               | Председатель Президиума Верховного Совета Азербайджанской Советской Социалистической Республики азерб. Азәрбајҹан Совет Сосиалист Республикасы Али Совети Рәјасәт Һејʼәтинин Сәдри                                                                             | [ 58 ] [ 59 ] |
| 14 (I—V)   |                | Курбан Али оглы Халилов (1906—2000) азерб. Гурбан Əли оғлу Хəлилов                      | 25 декабря 1969 | 2 июля 1971 | Коммунистическая партия Азербайджана               | Председатель Президиума Верховного Совета Азербайджанской Советской Социалистической Республики азерб. Азәрбајҹан Совет Сосиалист Республикасы Али Совети Рәјасәт Һејʼәтинин Сәдри                                                                             | [ 60 ] [ 61 ] |
| 14 (I—V)   | 2 июля 1971    | Курбан Али оглы Халилов (1906—2000) азерб. Гурбан Əли оғлу Хəлилов                      | 1 августа 1975  | | Коммунистическая партия Азербайджана               | Председатель Президиума Верховного Совета Азербайджанской Советской Социалистической Республики азерб. Азәрбајҹан Совет Сосиалист Республикасы Али Совети Рәјасәт Һејʼәтинин Сәдри                                                                             | [ 60 ] [ 61 ] |
| 14 (I—V)   | 1 августа 1975 | Курбан Али оглы Халилов (1906—2000) азерб. Гурбан Əли оғлу Хəлилов                      | 28 марта 1980   | | Коммунистическая партия Азербайджана               | Председатель Президиума Верховного Совета Азербайджанской Советской Социалистической Республики азерб. Азәрбајҹан Совет Сосиалист Республикасы Али Совети Рәјасәт Һејʼәтинин Сәдри                                                                             | [ 60 ] [ 61 ] |
| 14 (I—V)   | 28 марта 1980  | Курбан Али оглы Халилов (1906—2000) азерб. Гурбан Əли оғлу Хəлилов                      | 26 марта 1985   | | Коммунистическая партия Азербайджана               | Председатель Президиума Верховного Совета Азербайджанской Советской Социалистической Республики азерб. Азәрбајҹан Совет Сосиалист Республикасы Али Совети Рәјасәт Һејʼәтинин Сәдри                                                                             | [ 60 ] [ 61 ] |
| 14 (I—V)   | 26 марта 1985  | Курбан Али оглы Халилов (1906—2000) азерб. Гурбан Əли оғлу Хəлилов                      | 30 декабря 1989 | | Коммунистическая партия Азербайджана               | Председатель Президиума Верховного Совета Азербайджанской Советской Социалистической Республики азерб. Азәрбајҹан Совет Сосиалист Республикасы Али Совети Рәјасәт Һејʼәтинин Сәдри                                                                             | [ 60 ] [ 61 ] |
| 15         |                | Сулейман Байрам оглы Татлиев (1925—2014) азерб. Сүлејман Бајрам оғлу Тəтлијев           | 30 декабря 1985 | 22 июня 1989 | Коммунистическая партия Азербайджана               | Председатель Президиума Верховного Совета Азербайджанской Советской Социалистической Республики азерб. Азәрбајҹан Совет Сосиалист Республикасы Али Совети Рәјасәт Һејʼәтинин Сәдри                                                                             | [ 62 ] [ 63 ] |
| 16         |                | Эльмира Микаил кызы Кафарова (1934—1993) азерб. Елмира Микајыл гызы Гафарова            | 22 июня 1989    | 18 мая 1990 | Коммунистическая партия Азербайджана               | Председатель Президиума Верховного Совета Азербайджанской Советской Социалистической Республики азерб. Азәрбајҹан Совет Сосиалист Республикасы Али Совети Рәјасәт Һејʼәтинин Сәдри                                                                             | [ 64 ] [ 65 ] |
| 17 (I—II)  |                | Аяз Ниязи оглы Муталибов (1938—2022) азерб. Ајаз Нијази оғлу Мүтәллибов                 | 18 мая 1990     | 5 февраля 1991 | Коммунистическая партия Азербайджана               | Президент Азербайджанской Советской Социалистической Республики азерб. Азәрбајҹан Совет Сосиалист Республикасынын Президенти | [ 66 ] [ 67 ] |
| 17 (I—II)  | 5 февраля 1991 | Аяз Ниязи оглы Муталибов (1938—2022) азерб. Ајаз Нијази оғлу Мүтәллибов                 | 30 августа 1991 | Президент Азербайджанской Республики азерб. Азәрбајҹан Республикасынын Президенти | Коммунистическая партия Азербайджана               | | [ 66 ] [ 67 ] |

## Восстановление независимости (с 1991)
5 февраля 1991 года Верховный Совет изменил название страны на Азербайджанскую Республику (азерб. Azәrbaycan Respublikası). После августовских событий в Москве 30 августа Верховный Совет Азербайджана принял декларацию «О восстановлении государственной независимости Азербайджанской Республики», а в сентябре на всеобщих президентских выборах победил Аяз Муталибов. В октябре Верховным Советом принят конституционный акт «О государственной независимости Азербайджанской Республики», после чего в декабре проведён референдум, в ходе которого 95 % избирателей поддержали независимость Азербайджана.
В марте 1992 года оппозиция, набравшая популярность после военных неудач азербайджанских войск в Карабахском конфликте, добилась смещения Муталибова с поста президента. В июне на президентских выборах победил радикально-националистически настроенный Абульфаз Эльчибей. В 1992 году азербайджано-армянский конфликт в Карабахе перерос в полномасштабную войну, поражение азербайджанской армии в которой и последующий экономический кризис в стране привели Эльчибея к политическому краху. В июне 1993 года полковник ВС Азербайджана Сурет Гусейнов поднял антиправительственный мятеж, в результате которого Эльчибей был свергнут и выехал в Келеки. В октябре на президентских выборах победил кандидат от партии «Новый Азербайджан» Гейдар Алиев, стабилизировавший политическую и экономическую ситуацию в стране.
В ноябре 1995 года путём всеобщего референдума парламентом была принята Конституция, закрепившая доминирующее положение президента в системе властных институтов страны. В 1998 году Алиев был переизбран на второй срок. В октябре 2003 года через всеобщие выборы президентская власть была передана сыну Алиева — Ильхаму. В 2008 году Ильхам Алиев во второй раз победил на президентских выборах. В 2009 году на всеобщем референдуме был принят ряд поправок в Конституцию, кроме прочего отменивших норму, запрещавшую избираться на пост президента более двух раз. В 2013 году Алиев был переизбран на третий срок. В 2016 году в стране был проведён конституционный референдум, после которого парламент принял поправки в Конституцию, расширившие президентский срок с пяти лет до семи, начиная с выборов в 2018 году, на которых в четвёртый раз победил Алиев, набрав 86 % голосов избирателей.
Курсивом и серым цветом выделены даты начала и окончания полномочий Гейдара Алиева, временно замещавшего Абульфаза Эльчибея в связи с отстранением его от власти.
|             | Портрет         | Имя (годы жизни) | Полномочия                                                              | Полномочия      | Партия                               | Выборы                                                                            | Наименование должности | Пр.           |
| Начало      | Портрет         | Имя (годы жизни) | Окончание                                                               |                 | Партия                               | Выборы                                                                            | Наименование должности | Пр.           |
| ----------- | --------------- | --- | ----------------------------------------------------------------------- | --------------- | ------------------------------------ | --------------------------------------------------------------------------------- | --- | ------------- |
| 17 (II—III) |                 | Аяз Ниязи оглы Муталибов (1938—2022) азерб. Ayaz Niyazi oğlu Mütəllibov                                                                                      | 30 августа 1991                                                         | 6 марта 1992    | Коммунистическая партия Азербайджана | 1990                                                                              | Президент Азербайджанской Республики азерб. Azərbaycan Respublikasının Prezidenti                                                       | [ 66 ] [ 67 ] |
|             | беспартийный    | Аяз Ниязи оглы Муталибов (1938—2022) азерб. Ayaz Niyazi oğlu Mütəllibov                                                                                      | 30 августа 1991                                                         | 6 марта 1992    | 1991                                 |                                                                                   | Президент Азербайджанской Республики азерб. Azərbaycan Respublikasının Prezidenti                                                       | [ 66 ] [ 67 ] |
| и. о.       | беспартийный    | | Ягуб Джавад оглы Мамедов (1941—) азерб. Yaqub Cavad oğlu Məmmədov       | 6 марта 1992    | 14 мая 1992                          | [ комм. 23 ]                                                                      | Исполняющий обязанности Президента Азербайджанской Республики азерб. Azərbaycan Respublikası Prezidentinin səlahiyyətini həyata keçirən | [ 73 ] [ 74 ] |
| 17 (IV)     | беспартийный    | | Аяз Ниязи оглы Муталибов (1938—2022) азерб. Ayaz Niyazi oğlu Mütəllibov | 14 мая 1992     | 16 мая 1992                          | [ комм. 25 ]                                                                      | Президент Азербайджанской Республики азерб. Azərbaycan Respublikasının Prezidenti                                                       | [ 66 ] [ 67 ] |
| и. о.       | беспартийный    | | Ягуб Джавад оглы Мамедов (1941—) азерб. Yaqub Cavad oğlu Məmmədov       | 16 мая 1992     | 18 мая 1992                          | [ комм. 23 ]                                                                      | Исполняющий обязанности Президента Азербайджанской Республики азерб. Azərbaycan Respublikası Prezidentinin səlahiyyətini həyata keçirən | [ 73 ] [ 74 ] |
| и. о.       |                 | Иса Юнис оглы Гамбаров (1957—) азерб. İsa Yunis oğlu Qəmbərov                                                                                                | 18 мая 1992                                                             | 16 июня 1992    | Народный фронт Азербайджана          | [ комм. 23 ]                                                                      | Исполняющий обязанности Президента Азербайджанской Республики азерб. Azərbaycan Respublikası Prezidentinin səlahiyyətini həyata keçirən | [ 73 ] [ 75 ] |
| 18          |                 | Абульфаз Гадиргулу оглы Эльчибей (1938—2000) азерб. Əbülfəz Qədirqulu oğlu Elçibəy урожд. Абульфаз Гадиргулу оглы Алиев азерб. Əbülfəz Qədirqulu oğlu Əliyev | 16 июня 1992                                                            | 1 сентября 1993 | Народный фронт Азербайджана          | 1992                                                                              | Президент Азербайджанской Республики азерб. Azərbaycan Respublikasının Prezidenti                                                       | [ 76 ] [ 77 ] |
| и. о.       |                 | Гейдар Алирза оглы Алиев (1923—2003) азерб. Heydər Əlirza oğlu Əliyev                                                                                        | 24 июня 1993                                                            | 1 сентября 1993 | Новый Азербайджан                    | [ комм. 23 ]                                                                      | Исполняющий обязанности Президента Азербайджанской Республики азерб. Azərbaycan Respublikası Prezidentinin səlahiyyətini həyata keçirən | [ 78 ] [ 79 ] |
| и. о.       | 1 сентября 1993 | Гейдар Алирза оглы Алиев (1923—2003) азерб. Heydər Əlirza oğlu Əliyev                                                                                        | 10 октября 1993                                                         | [ комм. 29 ]    | Новый Азербайджан                    |                                                                                   | Исполняющий обязанности Президента Азербайджанской Республики азерб. Azərbaycan Respublikası Prezidentinin səlahiyyətini həyata keçirən | [ 78 ] [ 79 ] |
| 19 (I—II)   | 10 октября 1993 | Гейдар Алирза оглы Алиев (1923—2003) азерб. Heydər Əlirza oğlu Əliyev                                                                                        | 18 октября 1998                                                         | 1993            | Новый Азербайджан                    | Президент Азербайджанской Республики азерб. Azərbaycan Respublikasının Prezidenti | | [ 78 ] [ 79 ] |
| 19 (I—II)   | 18 октября 1998 | Гейдар Алирза оглы Алиев (1923—2003) азерб. Heydər Əlirza oğlu Əliyev                                                                                        | 31 октября 2003                                                         | 1998            | Новый Азербайджан                    | Президент Азербайджанской Республики азерб. Azərbaycan Respublikasının Prezidenti | | [ 78 ] [ 79 ] |
| 20 (I—V)    |                 | Ильхам Гейдар оглы Алиев (1961—) азерб. İlham Heydər oğlu Əliyev                                                                                             | 31 октября 2003                                                         | 24 октября 2008 | Новый Азербайджан                    | Президент Азербайджанской Республики азерб. Azərbaycan Respublikasının Prezidenti | 2003 | [ 80 ] [ 81 ] |
| 20 (I—V)    | 24 октября 2008 | Ильхам Гейдар оглы Алиев (1961—) азерб. İlham Heydər oğlu Əliyev                                                                                             | 19 октября 2013                                                         | 2008            | Новый Азербайджан                    | Президент Азербайджанской Республики азерб. Azərbaycan Respublikasının Prezidenti | | [ 80 ] [ 81 ] |
| 20 (I—V)    | 19 октября 2013 | Ильхам Гейдар оглы Алиев (1961—) азерб. İlham Heydər oğlu Əliyev                                                                                             | 18 апреля 2018                                                          | 2013            | Новый Азербайджан                    | Президент Азербайджанской Республики азерб. Azərbaycan Respublikasının Prezidenti | | [ 80 ] [ 81 ] |
| 20 (I—V)    | 18 апреля 2018  | Ильхам Гейдар оглы Алиев (1961—) азерб. İlham Heydər oğlu Əliyev                                                                                             | 14 февраля 2024                                                         | 2018            | Новый Азербайджан                    | Президент Азербайджанской Республики азерб. Azərbaycan Respublikasının Prezidenti | | [ 80 ] [ 81 ] |
| 20 (I—V)    | 14 февраля 2024 | Ильхам Гейдар оглы Алиев (1961—) азерб. İlham Heydər oğlu Əliyev                                                                                             | действующий                                                             | 2024            | Новый Азербайджан                    | Президент Азербайджанской Республики азерб. Azərbaycan Respublikasının Prezidenti | | [ 80 ] [ 81 ] |